# 罗米纳·加布杜林娜
罗米纳·加布杜林娜（俄语：Ромина Габдуллина，1993年3月17日—），俄羅斯女子羽毛球運動員。

## 簡歷
2009年4月，罗米纳·加布杜林娜與安娜斯塔西亚·切尔维亚科娃，在意大利米蘭舉行的歐洲青年羽毛球錦標賽贏得女雙冠軍。

## 主要比賽成績
只列出曾進入準決賽的國際賽事成績：
| 年份   | 賽事                 | 公開賽級別 | 項目     | 搭檔                      | 成績   |
| ------ | -------------------- | ---------- | -------- | ------------------------- | ------ |
| 2009年 | 歐洲青年羽毛球錦標賽 | 其他       | 女子雙打 | 安娜斯塔西亚·切尔维亚科娃 | 冠軍   |
| 2010年 | 哈爾科夫羽毛球國際賽 | 國際挑戰賽 | 女子單打 | －                        | 準決賽 |
| 2010年 | 哈爾科夫羽毛球國際賽 | 國際挑戰賽 | 女子雙打 | 叶夫根尼娅·科泽茨卡亚     | 準決賽 |
| 2010年 | 塞浦路斯羽毛球國際賽 | 國際系列賽 | 女子雙打 | 叶夫根尼娅·科泽茨卡亚     | 冠軍   |
| 2011年 | 歐洲青年羽毛球錦標賽 | 其他       | 混合團體 | －                        | 亞軍   |
| 2012年 | 白夜羽毛球賽         | 國際挑戰賽 | 女子單打 | －                        | 準決賽 |
| 2012年 | 白夜羽毛球賽         | 國際挑戰賽 | 女子雙打 | 维多利亚·德尔根诺娃       | 準決賽 |
| 2012年 | 冰島羽毛球國際賽     | 國際系列賽 | 女子單打 | －                        | 亞軍   |
| 2012年 | 挪威羽毛球國際賽     | 國際挑戰賽 | 女子單打 | －                        | 準決賽 |

| 2007-2017年 | 首要超級賽 | 超級賽 | 黃金大獎賽 | 大獎賽 | 國際挑戰賽 | 國際系列賽 | 未來系列賽 | 其他 |

| 2018-2026年 | 總決賽 | 超級1000賽 | 超級750賽 | 超級500賽 | 超級300賽 | 超級100賽 | 國際挑戰賽 | 國際系列賽 | 未來系列賽 | 其他 |